# Girolamo Vidoni
Girolamo Vidoni, född 1581 i Cremona, död 30 oktober 1632 i Rom, var en italiensk kardinal. Han var skattmästare för den Apostoliska kammaren.

## Biografi
Girolamo Vidoni studerade vid Pavias universitet och senare vid Perugias universitet, där han blev doktor. Han reste till Rom under Clemens VIII:s pontifikat (1592–1605) och var för en tid refendarieråd vid Apostoliska signaturan.
Den 19 januari 1626 upphöjde påve Urban VIII in pectore Vidoni till kardinal och han erhöll året därpå Santi Quattro Coronati som titeldiakonia pro illa vice. 
Kardinal Vidoni avled i Rom år 1632 och är begravd i Cappella dell'Assunta i Santa Maria della Vittoria. Hans polykroma byst är utförd av Pompeo Ferrucci.

## Bilder

Kardinal Girolamo Vidonis titeldiakonia
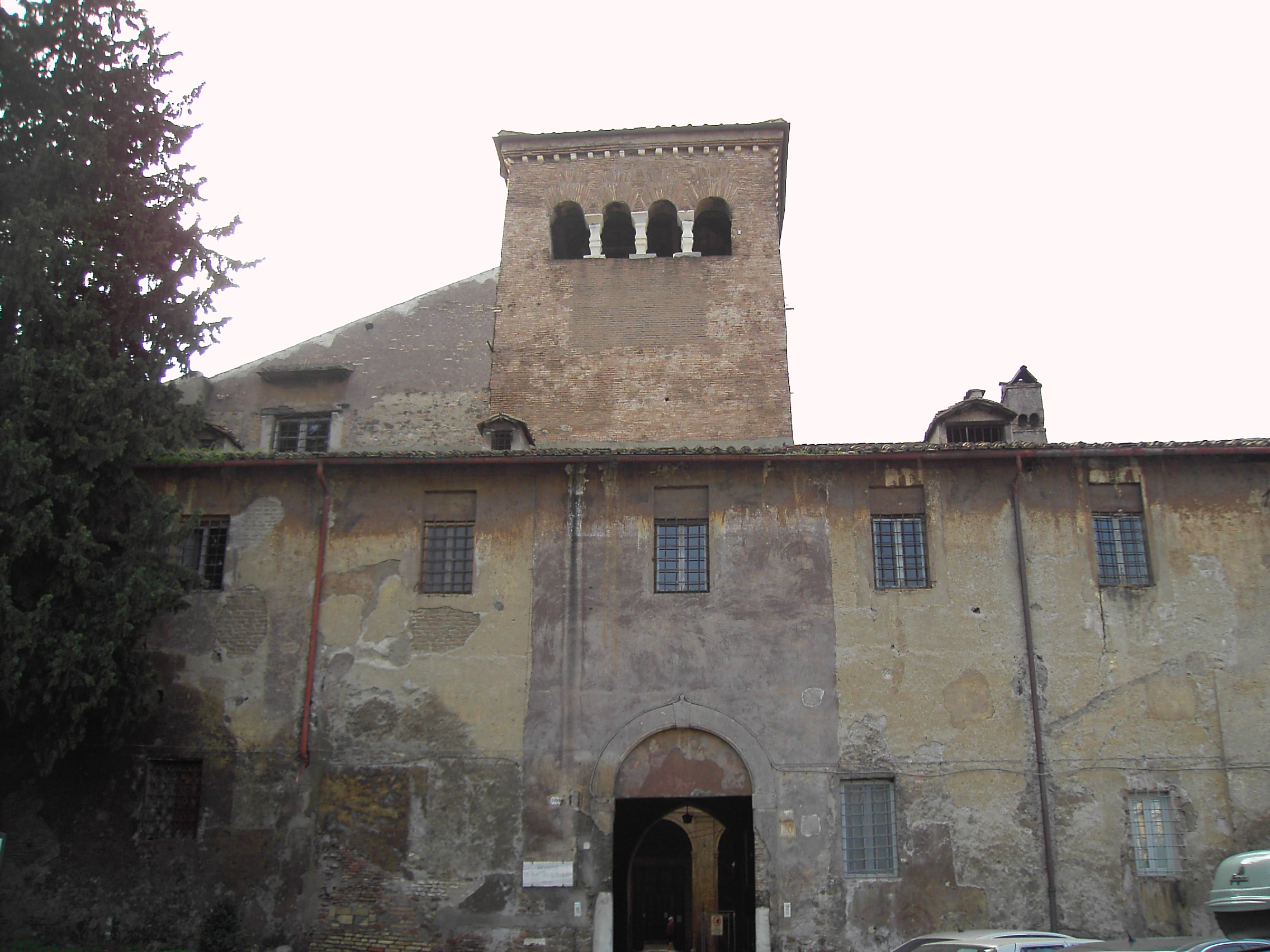
Santi Quattro Coronati.